# Ха (народ)
Ха — народ, проживающий на западе Танзании (главным образом область Кигома) близ озера Танганьика; родственен рунди. Численность — 990 тысяч человек (на 2001 год). Верующие ха — в основном протестанты (Greenberg 1966, 54).

## Язык
Распространен язык киха (группа банту) (Платонов 2000: 111).

## Религия
Большая часть ха (около 90%)является протестантами, распространены также традиционные верования, включающие в себя прежде всего анимизм анимизм (Платонов 2000: 113).

## Социальный строй
Традиционно деление на экзогамные патрилатеральные группы (патрилатеральный кросскузенный брак — женитьба на дочери сестры отца и т. д.). — роды и линиджи. Линиджи — одна из форм родственных объединений, распространённая в догосударственных обществах и основанная на генеалогическом принципе: все члены линиджа могут проследить реальные генеалогические связи. Брак патрилокальный: супруги проживают в семье мужа. Моногамия появилась у христианизированного населения (Койтов 2000, 113).

## Традиционные занятия
- ручное земледелие (сорго, просо, кукуруза, кассава, земляной орех, бобовые, картофель, пшеница);
- скотоводство;
- охота (Greenberg 1966, 56).

## Собственность
Традиционно земля являлась общинной собственностью, владельцу принадлежала до тех пор, пока он её обрабатывал. Пастбища используются сообща. Возделываемые поля находятся вокруг усадеб, которые образуют хутора (Койтов 2000: 111).

## Быт
Современные ха живут в прямоугольных домах из бамбука, а традиционное жилище по форме схоже с ульем.
В качестве одежды используют накидки из растительных волокон, шкур. Традиционная пища — каши из проса и кассавы, приправы из овощей. Из бананов изготавливают пиво, употребляемое при церемониях (Платонов 1965: 117).
Вождь является главой племени. Традиционно деление на экзогамные группы — роды и линиджи. У современных ха, в отличие от их предков, преобладают малые семьи. Нормативная моногамия появилась у христианизированного населения (Койтов 2000: 113).
Сохранились культы предков, духов природы, магия, богатый фольклор (сказки, пословицы, поговорки) (Платонов 1965: 112).